# 勢道政治
勢道政治（せいどうせいじ、朝鮮語: 세도 정치）とは李氏朝鮮の後期の政治形態。「世道政治」とも。王の信任を得た人物あるいは集団が政権を独占的に担う状態を指す。もともとは「有能な人物が王を輔佐し世の中を教化する」という士林派の思想を基礎にしたものであるが、正祖の子純祖以降は幼君が相次いだため外戚や寵臣が政権を壟断する状態に変質し、国政の私物化が進み李氏朝鮮の弱体化を招いた。

## 概要

### 洪国栄と貞純王后
外戚や寵臣が政権を壟断する「勢道政治」の草分けは正祖時代の洪国栄である。洪国栄は、廃太子の子である正祖を王にした功績から都承旨の地位に就いたが政治、軍事に渡りあらゆる権限が彼に集中するようになった。また妹を正祖の側室にしたことで外戚の地位を手に入れた。妹が早世すると完豊君を妹の養子とし、外戚の地位を維持しようとした。彼は領議政をしのぐほどの権勢を誇ったが王妃暗殺未遂事件に関与した嫌疑で失脚した。
正祖没後は幼い純祖が王位に就いた。幼君の登場は外戚の権力の伸張を招いた。当初を英祖の王妃で純祖の嫡曾祖母の貞純大王大王妃金氏が垂簾聴政を行った。金氏は正祖在位時代から保守派の中心人物であり、多くの取り巻きがいた。彼女の垂簾聴政の時期には保守派が権力の分け前にあずかることに成功した。また貞純大王大王妃の垂簾聴政は短期間であったが、これをきっかけに彼女の出身の安東金氏が外戚として台頭していくことになる。

### 安東金氏と豊壌趙氏
純祖の王妃には金祖淳の娘が純元王后として立てられたがこれ以降、金祖淳の安東金氏は憲宗、哲宗の王妃を送り外戚としての地位を強固なものとして政権をほしいままにした。このような安東金氏に対して対抗したのが豊壌趙氏であり、純祖のころには、趙万永の娘の神貞王妃が孝明世子との間に憲宗を産んだことで外戚の地位を獲得したが、憲宗が男子を残さず没すると安東金氏が哲宗を王位に即かせた。もともと純祖が幼君だったために、それを支える外戚が台頭したのだが、憲宗、哲宗のときには外戚が権力保持のために幼君を立てるという「手段と目的の逆転」が起きていた。

### 興宣大院君と驪興閔氏
哲宗の5人の男子がいたがいずれも夭折しており、仁祖以降の王家の嫡流は断絶が確定的だったので、仁祖の7代下るという遠く隔たった傍系ですでに王族の地位を失っていた李球を南延君として王族に復帰させた。このように傍系の子孫から王を出すことになったが、誰を王にするかは安東金氏など外戚の意向にかかっていた。南延君の四男の李昰応が国王候補から外されたのは安東金氏の思惑であった。しかし哲宗が没すると李昰応は神貞王后趙氏と豊壌趙氏と連携して次男の命福が高宗として王位に即位させることに成功した。まだ新国王は幼かったので李昰応は興宣大院君として摂政を務めたが、このときに安東金氏など勢道勢力は一掃された。その後、興宣大院君自身による独裁が行われるが、興宣大院君の独裁に不信感を示した高宗の妃・閔妃率いる驪興閔氏との権力闘争へと展開していく。
1873年に閔妃は摂政であった大院君を失脚させた。しかし、一族を政権の重職を登用・国庫の浪費を引き起こしている。さらに巫女であった真霊君との癒着、壬午軍乱、南下政策を進めるために親露政策なども勃発した。1895年に政権の中枢である閔妃が暗殺されたことにより、閔氏一派は衰退。闘争を続けた興宣大院君はこの頃には権力欲を失ったため、「王の信任を得た人物、集団が政治を独占的に担う」という政治形態は閔氏一派の衰退で幕を閉じる。